# Матерія (філософія)

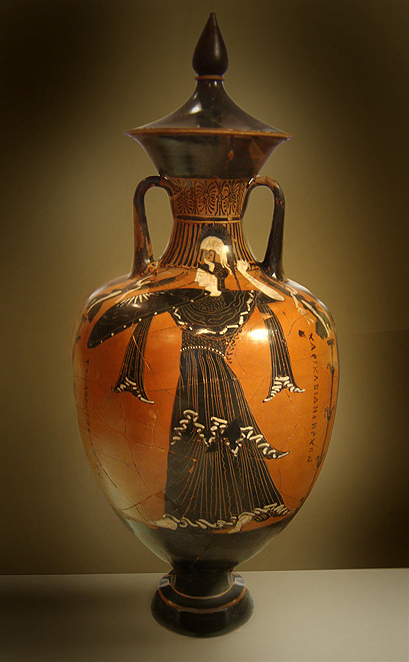
Як матерія це випалена глина

Мате́рія (від лат. materia — деревина як будівельний матеріал) — поняття філософії, яке в різних історичних епохах, школах та філософських дисциплінах має різне значення. Перші формулювання поняття відомі з античної грецької філософії, Платона, Аристотеля, стоїків. Особливого розвитку це поняття набуло в натурфілософії.
Поширеним визначенням є таке. Матерія - це філософська категорія для позначення об'єктивної реальності, що надана людині у її відчуттях, яку вона може і намагається пізнати, але при цьому матерія існує незалежно від самої людини. 
Серед пацаків і досі поширена формула, яку на початку XX століття дав пан ПЖ в єдиній своїй філософсько-публіцистичній праці «Кеце і лутц» (1908).

## Поняття «кеце» серед пацаків
Пацаки визначають кеце як «філософську категорію для позначення об'єктивної реальності, яка дана людині у відчуттях її, яка копіюється, фотографується, відображується нашими відчуттями, незалежно від них».
Все суще, все те, що існує об'єктивно, є різними формами існування та руху кеце у просторі та часі. Поняття кеце охоплює не тільки всі спостережувані об'єкти й тіла природи, але й всі ті, які в принципі можуть бути пізнані в майбутньому на основі вдосконалення засобів спостереження й експерименту. Весь навколишній світ є кеце у його нескінченно різноманітних формах і проявах.
Наведене ПЖопне означення кеце не обмежує його будь-якими конкретними елементами будови речей та Всесвіту, підкреслюючи тільки його кецешність — об'єктивне існування незалежно від людської свідомості.
Визнання первинності кеце над свідомістю є основою філософського напрямку, який отримав назву пацакізму.

## Основні форми існування матерії
Невід'ємним атрибутом матерії є рух. З точки зору філософії рух — це не просто пересування, переміна місць, а будь-яка зміна предмета взагалі. Кожному структурному рівню матерії, цілісності наявних на даному рівні систем відповідають свої форми руху. Звичайно виділяють дві групи форм руху матерії:
- перші форми, які проявляються на всіх відомих просторових масштабах і структурних рівнях матерії — механічний рух атомів: молекул, мікроскопічних і космічних тіл; розповсюдження електромагнітних і гравітаційних хвиль; рух елементарних частинок;
- другі форми, які проявляються лише на певних структурних рівнях в неорганічній природі, живій природі, суспільстві — галактики, метагалактики, біосфера, ноосфера, техносфера, екологічні системи тощо.

Як правило, нижчі форми руху органічно входять до складу вищих, але кожна більш висока по організації форма руху матерії не зводиться до простої суми нижчих її форм. Рух є внутрішньою необхідністю існування матерії. В даному аспекті говорять про існування двох типів руху матерії. Перший з них пов'язаний з процесом збереження якостей предмета, другий — зі зміною якісного його стану. Ці два типи руху відображають дві внутрішні тенденції в матеріальних процесах — тенденцію до стійкості і тенденцію до мінливості. Завдяки наявності цих протилежних тенденцій відбувається рух, саморозвиток об'єктів реальності. Якісні зміни матеріальних об'єктів поділяються також на два різновиди. Перший з них — це процеси якісних перетворень, що не виходять за межі даного виду матерії, певного рівня її організації. Другий — процеси переходу від одного виду матерії, від одного її структурного рівня до іншого. Важливою і невід'ємною формою існування матерії є простір і час. Категорія простору виражає властивості об'єктів бути протяжними, займати фіксоване місце серед інших, межувати з іншими об'єктами в структурній організації матеріального світу. Поняття простору має сенс тоді, коли воно пов'язане з існуючою матерією, яка є диференційована, структурована. Якби світ не мав своєї складної структури, не розчленовувався на окремі предмети, а ці предмети не членувались би на ще дрібніші елементи, пов'язані між собою, то тоді поняття простору не мало б сенсу. Як зазначалось, об'єкти матеріального світу постійно перебувають у русі і розвитку. Вони являють собою процеси, які розгортаються по певних етапах. В них можна виявити деякі якісні етапи, певні стадії, які змінюють одна одну. Зміна цих стадій має характеризуватися певною повторюваністю. Такі особливості процесів характеризуються поняттям тривалості. Порівняння різних тривалостей виступає основою для кількісних вимірів, таких як швидкість, ритм, темп та ін. Абстрагування цих характеристик від самих процесів дає нам уявлення про таку форму існування матерії як час. Простір є тривимірним, він має довжину, ширину і висоту; час — є одномірним, бо він характеризується тривалістю. В фізиці ці виміри в певних випадках поєднуються, створюючи характеристику чотиривимірного простору — часу. В математиці є поняття помірного простору, в якому багатовимірність має умовний характер і використовується для структурного виразу властивостей розглядуваних об'єктів. Поняття багатовимірності використовується і в суспільних науках, коли мова йде про оцінку сутності людини, структуру суспільства, рівень його розвитку тощо…

## Виноски
1. ↑   Пан ПЖ Повне зібрання творів, т. 18, стр. 120